# Mudbound (roman)
Ne doit pas être confondu avec Mudbound.
Mudbound, publié en 2008, est un roman de l'auteur américain Hillary Jordan.

## Le roman
Hillary Jordan a mis sept ans pour écrire le roman, qui est le premier qu'elle a rédigé, et qui a été traduit en français, italien, serbe, norvégien, suédois et turc. L'œuvre s'est vendue à plus de 250 000 exemplaires dans le monde. 
Elle a commencé l'écriture du roman tout en étudiant à l'université Columbia pour obtenir une maîtrise en création littéraire.
Le roman a été adapté au cinéma dans un film de même titre sorti en 2017 et réalisé par Dee Rees sur un scénario écrit par Virgil Williams.

## Résumé
Au cours de l'hiver 1946, Henry McAllen et sa femme, Laura, quittent leur confortable maison de Memphis, au Tennessee, pour une lointaine exploitation cotonnière du delta du Mississippi, un endroit que Laura trouve à la fois étranger et effrayant. Tandis qu'Henri travaille la terre qu'il aime, Laura lutte pour élever leurs deux jeunes filles dans une cabane sans électricité ni plomberie, cela sous les yeux de son beau-père raciste et haineux.
Deux soldats célèbres de la Seconde Guerre mondiale rentrent chez eux dans le delta. Jamie McAllen est tout ce que son frère aîné Henry McAllen n'est pas, charmant, beau et sensible à la détresse de Laura, mais aussi hanté par ses souvenirs de combat. Ronsel Jackson, le fils aîné des métayers noirs qui vivent à la ferme McAllen, rentre à la maison après avoir combattu les nazis avec l'éclat d'un héros de guerre, pour affronter des combats bien plus personnels — et dangereux — contre le fanatisme enraciné de ses propres compatriotes. C'est l'amitié improbable de ces deux frères d'armes et les passions qu'ils suscitent chez les autres qui conduisent le roman à sa conclusion tragique.

## Prix
- Prix Bellwether (en) 2006 pour un ouvrage de fiction
- Prix Alex 2009 de l'American Library Association
- International IMPAC Dublin Literary Award 2010